# I Rodond
I Rodond är en bergstopp i Schweiz.   Den ligger i regionen Moesa och kantonen Graubünden, i den sydöstra delen av landet, 140 km öster om huvudstaden Bern. Toppen på I Rodond är 2 830 meter över havet, eller 228 meter över den omgivande terrängen. Bredden vid basen är 1,4 km.
Terrängen runt I Rodond är huvudsakligen bergig, men åt nordväst är den kuperad. Närmaste större samhälle är Biasca, 16,0 km sydväst om I Rodond. 
I omgivningarna runt I Rodond växer i huvudsak blandskog. Runt I Rodond är det mycket glesbefolkat, med 2 invånare per kvadratkilometer.